# Elene Khochtaria
Elene Khochtaria (en géorgien : ელენე ხოშტარია ; selon la translittération, Helen, Helene ou Elene ; en anglais : Elene Khoshtaria), née le 18 novembre 1979, est une femme politique géorgienne.
Membre du Parlement de Géorgie de 2016 à 2022, elle est de 2007 à 2012 première vice-ministre au ministère d'État pour l'intégration euro-atlantique de Géorgie. Elle s'engage ensuite dans l'opposition.

## Biographie

### Jeunesse
Elene Khoshtaria naît le 18 novembre 1979 à Tbilissi, capitale de l'ancienne RSS de Géorgie. Elle est diplômée de l'Institut d'État des relations internationales de Moscou avec un diplôme en sécurité internationale. En 2002, elle est stagiaire au sein d'une organisation de défense des droits de l'homme, le Groupe Helsinki de Moscou, ainsi qu'à l'ambassade de Géorgie en Russie.

### Début de carrière politique
À partir de 2004, elle dirige le département des relations internationales au ministère des Affaires intérieures de Géorgie. Elle est chef adjointe du département des relations internationales et de l'intégration euro-atlantique. De 2004 à 2006, elle est membre du cabinet du ministre d'État chargé de l'intégration européenne et euro-atlantique. De 2007–2012, elle devient vice-ministre, toujours chargée de l'intégration européenne et euro-atlantique. De 2012 à 2016, elle fait partie du think tank Georgia's Reforms Associates (GRASS).
Elene Khochtaria est élue au Parlement de Géorgie lors des élections de 2016. Elle est membre de la commission des droits humains et de l'intégration civile, puis de la commission de la santé et des questions sociales.
En 2017, elle est l'une des deux seules femmes candidates à la mairie de Tbilissi lors des élections municipales. Elle participe en tant que candidate du parti politique Géorgie européenne et, avec 28 411 voix, arrive en quatrième position. Elle est candidate du même parti aux élections législatives de 2020 dans la circonscription majoritaire du district de Vaké. Elle quitte cependant le parti à l'issue des élections.

### Passage dans l'opposition
Le 8 mars 2021, Elene Khochtaria fonde le mouvement politique Droa! (en) (« Le temps est venu ! ») après avoir quitté Géorgie européenne. Elle se donne pour objectif de dénoncer « les fonctionnaires corrompus, abuseurs, fraudeurs, voleurs, membres de clans, népotisme, liens avec la Russie et toutes sortes d'injustices »,.
En vue des élections législatives d'octobre 2024, Droa! s'unit avec d'autres partis d'opposition pour former la Coalition pour le changement (en). Après la défaite de l'opposition lors du scrutin, largement considéré comme frauduleux, et la mise en pause de la procédure d'adhésion de la Géorgie à l'Union européenne par le Premier ministre Irakli Kobakhidze, Elene Khoshtaria ainsi que de nombreux autres opposants politiques appellent à participer aux manifestations massives organisées dans le pays.

## Vie privée
Elle est mère de quatre enfants. Son beau-frère est l'acteur Andro Chichinadze, arrêté par les autorités lors des manifestations post-électorales de 2024.